# Дейлі (Західна Вірджинія)
Дейлі (англ. Dailey) — переписна місцевість (CDP) в США, в окрузі Рендолф штату Західна Вірджинія. Населення — 106 осіб (2020).

## Географія
Дейлі розташоване за координатами 38°47′49″ пн. ш. 79°53′48″ зх. д. / 38.79694° пн. ш. 79.89667° зх. д. (38.796868, -79.896746).  За даними Бюро перепису населення США в 2010 році переписна місцевість мала площу 1,31 км², уся площа — суходіл.

## Демографія
Згідно з переписом 2010 року, у переписній місцевості мешкало 114 осіб у 53 домогосподарствах у складі 41 родини. Густота населення становила 87 осіб/км².  Було 62 помешкання (47/км²).
Расовий склад населення:
| - 98,2 % — білих |

До двох чи більше рас належало 1,8 %. Частка іспаномовних становила 3,5 % від усіх жителів.
За віковим діапазоном населення розподілялося таким чином: 15,8 % — особи молодші 18 років, 48,2 % — особи у віці 18—64 років, 36,0 % — особи у віці 65 років та старші. Медіана віку мешканця становила 54,3 року. На 100 осіб жіночої статі у переписній місцевості припадало 90,0 чоловіків;  на 100 жінок у віці від 18 років та старших — 88,2 чоловіків також старших 18 років.
Цивільне працевлаштоване населення становило 52 особи. Основні галузі зайнятості: роздрібна торгівля — 100,0 %.